# Nedvědice
Nedvědice är en köping i Tjeckien.   Den ligger i distriktet Okres Brno-Venkov och regionen Södra Mähren, i den östra delen av landet, 150 km sydost om huvudstaden Prag. Nedvědice ligger 328 meter över havet och antalet invånare är 1 330.
Terrängen runt Nedvědice är kuperad österut, men västerut är den platt. Nedvědice ligger nere i en dal. Runt Nedvědice är det ganska tätbefolkat, med 78 invånare per kvadratkilometer. Närmaste större samhälle är Bystřice nad Pernštejnem, 9,0 km nordväst om Nedvědice. I omgivningarna runt Nedvědice växer i huvudsak blandskog.